# Abraham Iris
El Abraham Iris fue un avión de reconocimiento con capacidad para dos ocupantes, producido en Francia a inicios de 1930. Existieron dos versiones con ligeros cambios entre sí, el Iris I con un motor Hispano-Suiza de 75 kW (100 hp), y el Iris II con un motor Renault. El Iris era un monoplaza convencional de ala de parasol con un ingenioso diseño para la cubierta del motor.

## Especificaciones (Iris II)

### Características generales
- Tripulación: Uno (piloto)
- Capacidad: 1 pasajero
- Longitud: 6,9 m (22,5 ft)
- Envergadura: 9,8 m (32,2 ft)
- Altura: 2,5 m (8,2 ft)
- Peso vacío: 467 kg (1029,3 lb)
- Peso cargado: 760 kg (1675 lb)
- Planta motriz: 1× motor lineal de 4 cilindros refrigerado por aire Renault 4pb.
  - Potencia: 71 kW (98 HP; 97 CV)
- Hélices: Bipala de madera de paso fijo

### Rendimiento
- Velocidad máxima operativa (Vno): 180 km/h (112 MPH; 97 kt)
- Alcance: 400 km (216 nmi; 249 mi)
- Carga alar: 51 kg/m² (10,4 lb/ft²)
- Potencia/peso: 0,099 kW/kg (0,06 hp/lb)

- Datos: Q2133262
- Multimedia: Abraham Iris / Q2133262